# Фицджеральды

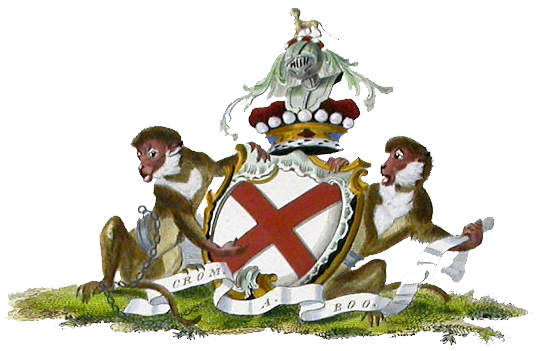
Герб герцогов Лейнстер

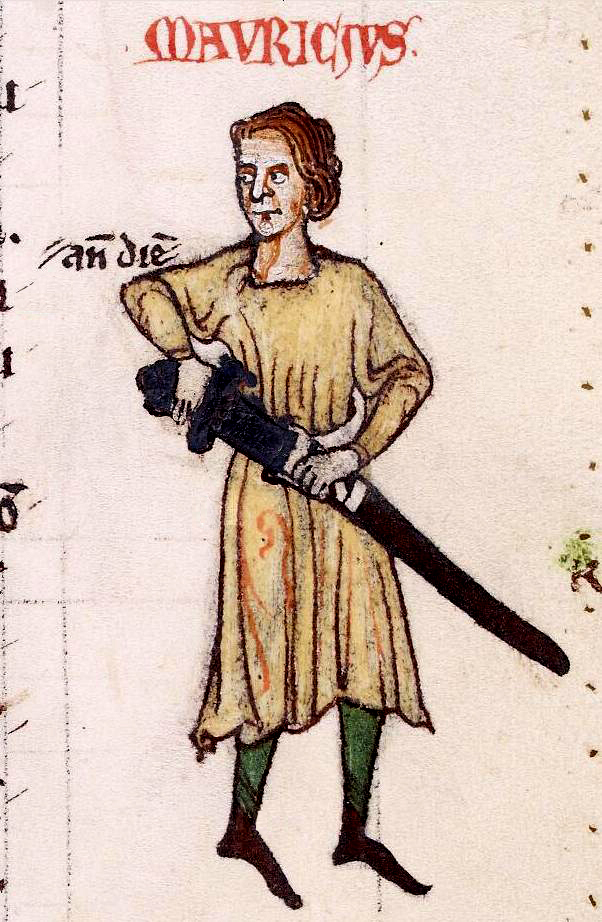
Морис Фиц-Джеральд, лорд Лланстефан

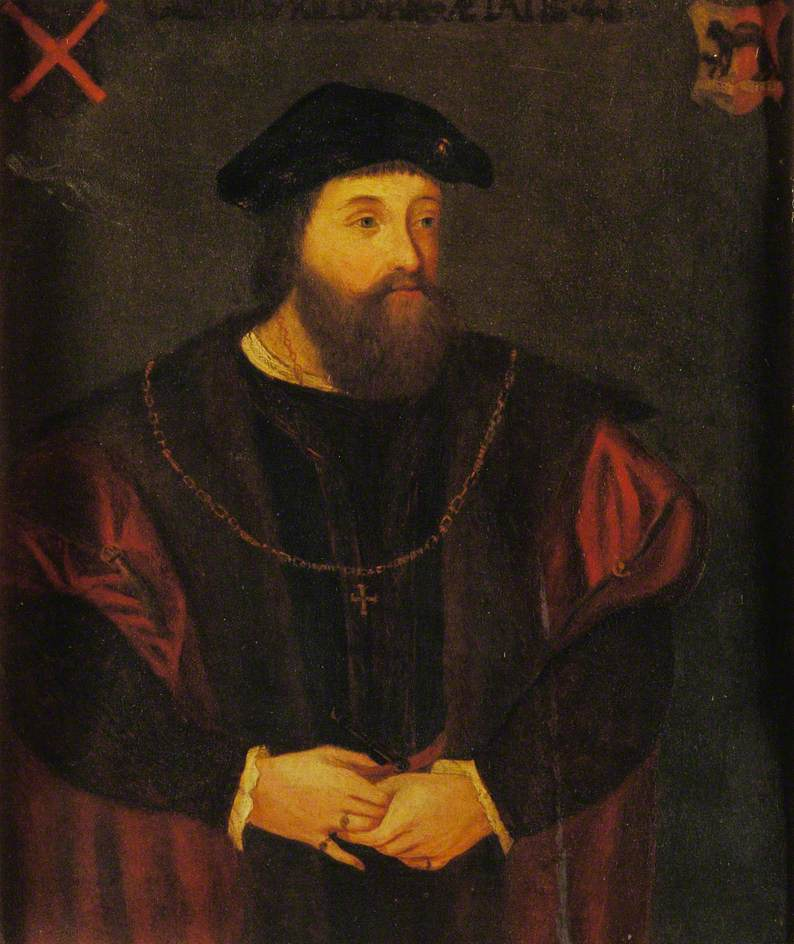
Джеральд Фицджеральд, 9-й граф Килдэр

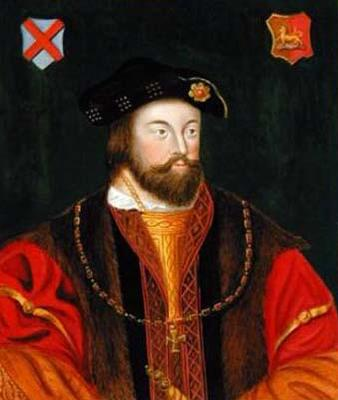
Томас Фицджеральд, «Шёлковый Томас» (1513—1537), 10-й граф Килдэр

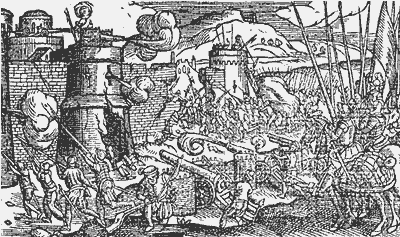
«Шёлковый Томас» штурмует Дублинский замок

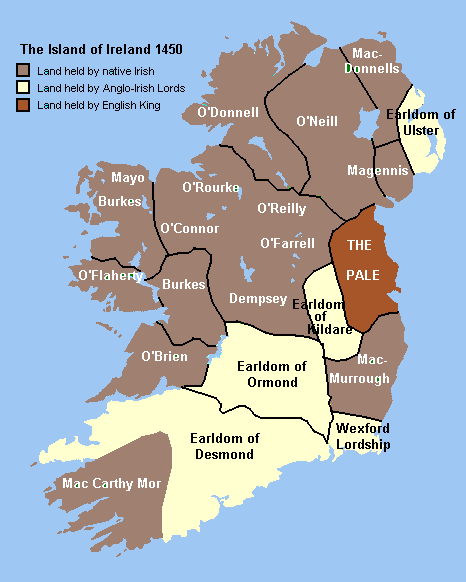
Ирландия в 1450 году. Показаны английская колония — Пейл, владения Фицджеральдов и территории независимых ирландских королевств

Крест Святого Патрика

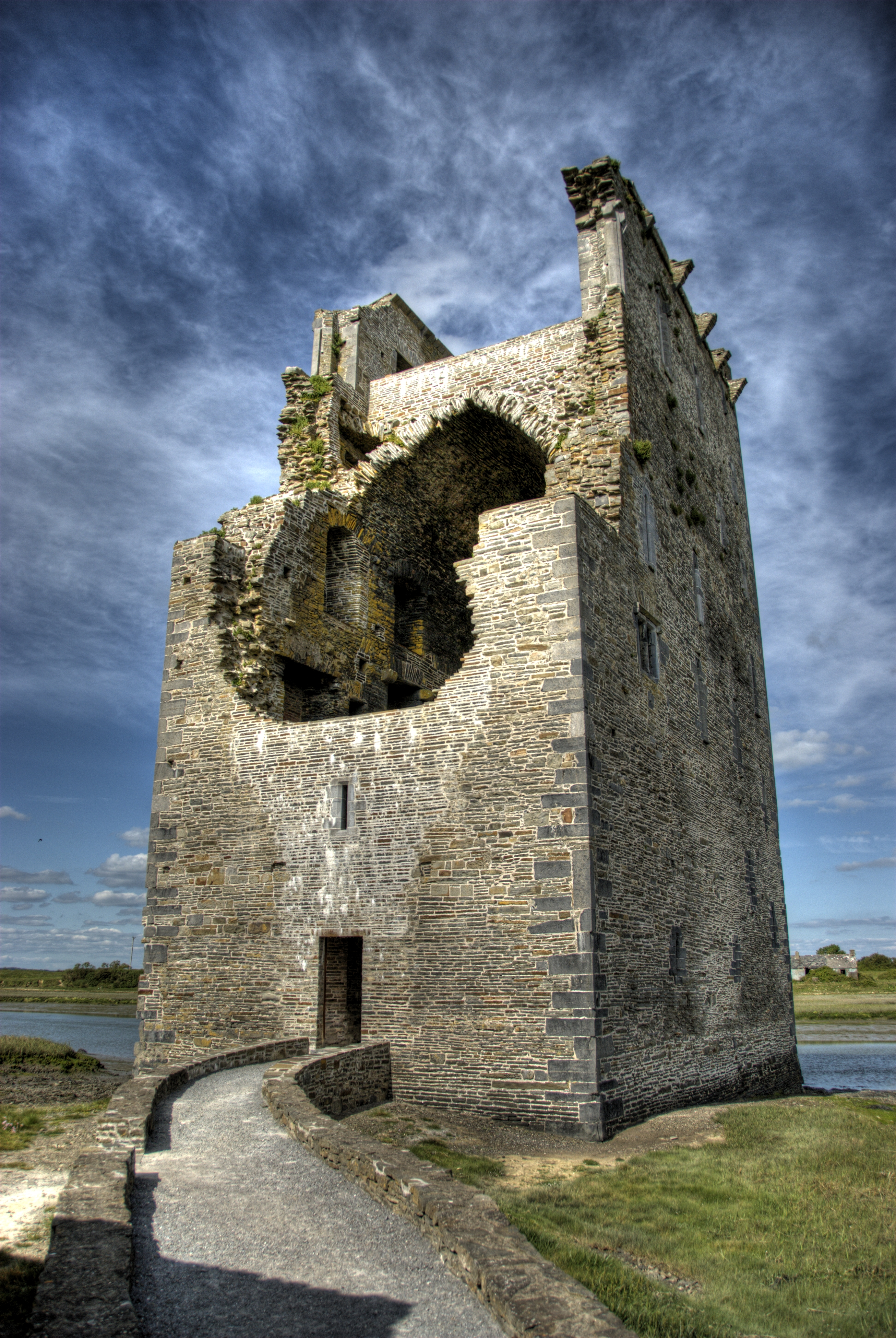
Замок Карригафойл, в 1580 году был захвачен англичанами во время Второго Восстания Десмонда

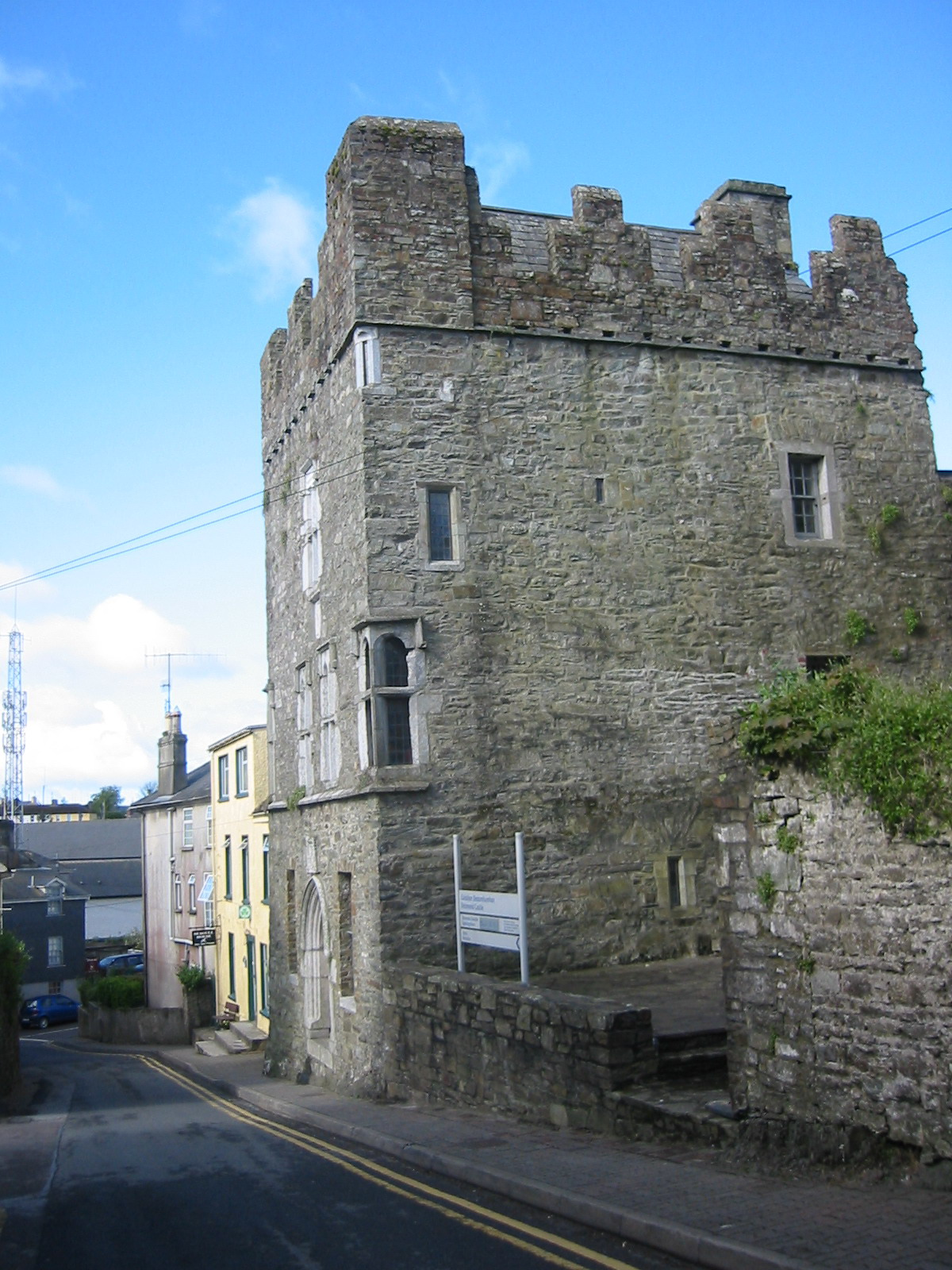
Замок Десмонд в Кинсейле

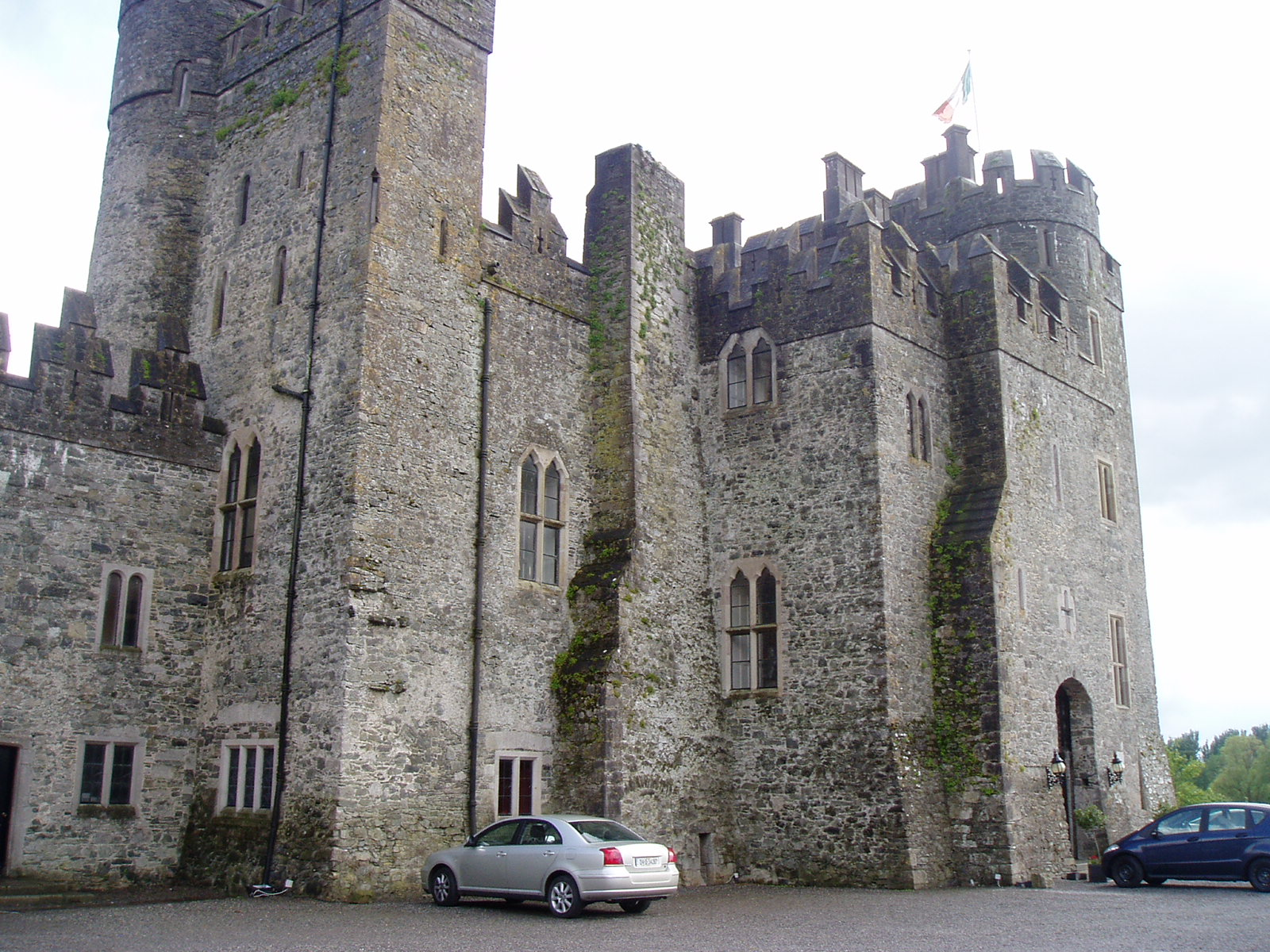
Замок Килкея

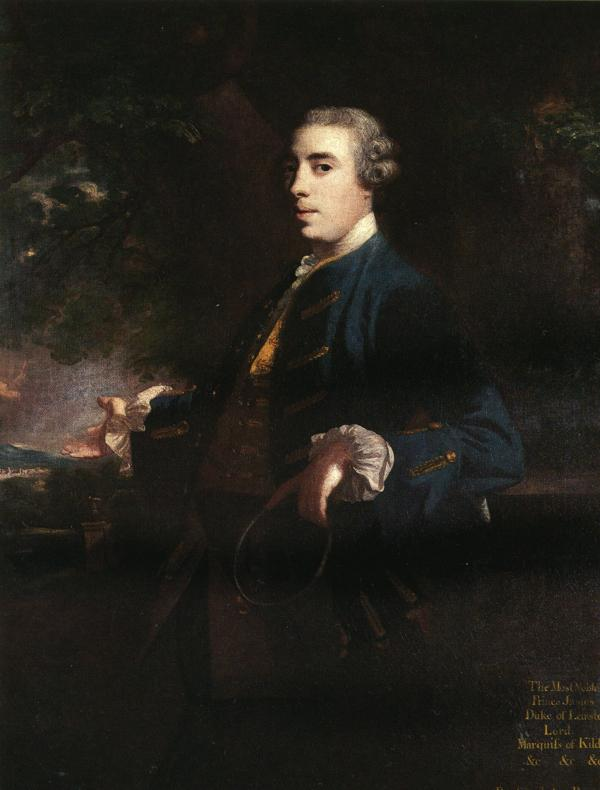
Джеймс Фицджеральд, 1-й герцог Лейнстер (1722—1773)

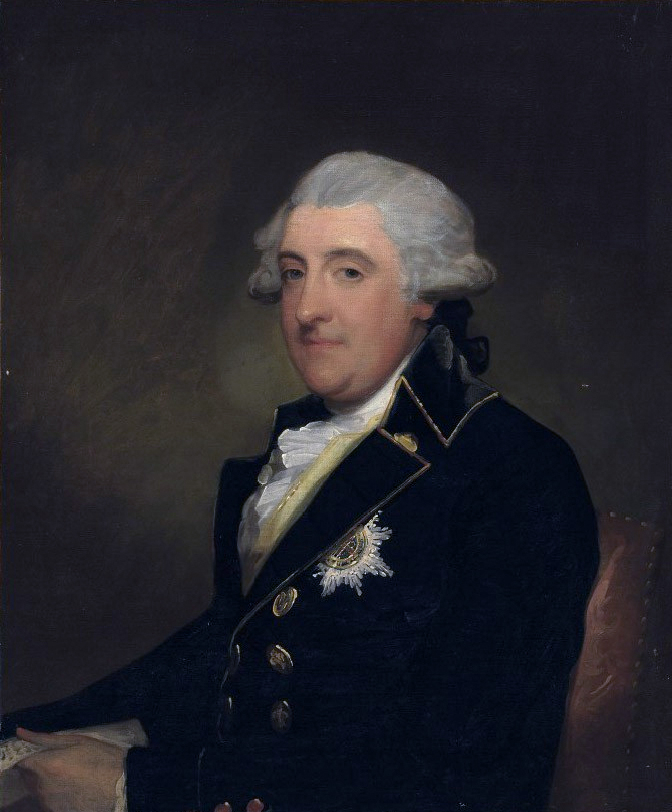
Уильям Фицджеральд, 2-й герцог Лейнстер (1749—1804)

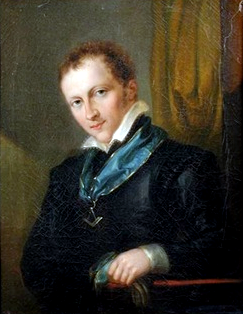
Август Фицджеральд, 3-й герцог Лейнстер

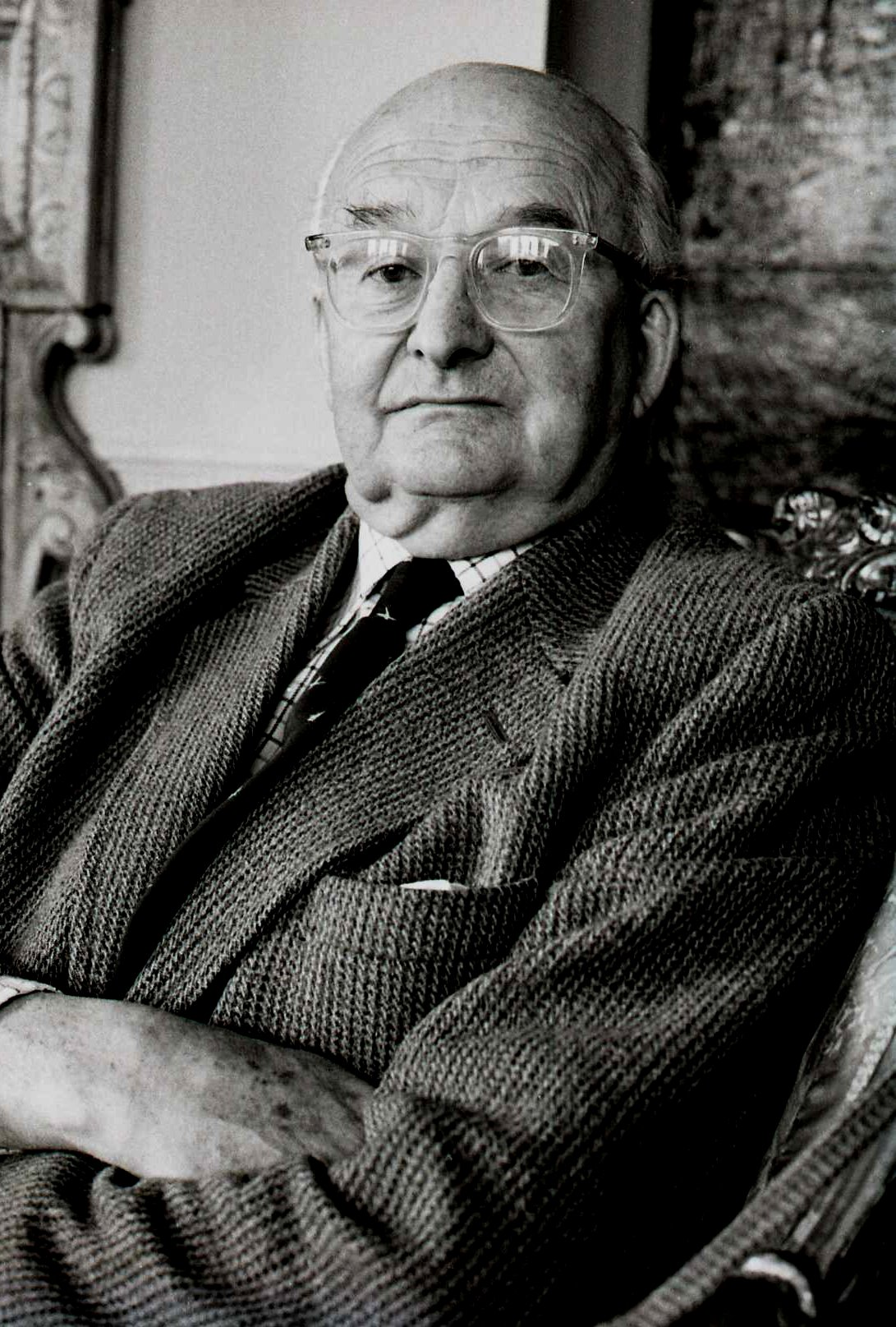
Джеральд Фицджеральд, 8-й герцог Лейнстер, портрет Аллана Уоррена

Фицджеральды (англ. FitzGerald dynasty) — аристократический высокопоставленный род Ирландии нормандско-валлийского происхождения. К этой семье принадлежали графы, пэры, маркизы, лорды Ирландии, которым принадлежали огромные земельные владения в Ирландии, замки, города и крепости. Фицджеральды утвердились в Ирландии после англо-нормандского завоевания Ирландии в 1169 году. Род также носил название — Геральдины (Джеральдины). Земельные владения Джеральдинов образовались в результате завоевания земель ирландским кланов сыновьями и внука Джеральда Фицуолтера Виндзорского (1075—1135). Джеральд был комендантом нормандского замка в Уэльсе и являлся основателем династии. Приставка «фиц» происходит от французского слова «fils» — сыновья. То есть, название рода — «Сыновья Геральда».
Джеральд Виндзорский был женат на валлийской принцессе Нест верх Рис (ок. 1085 — ок. 1136), от неё происходят все Фицджеральды. Она была дочерью Рис ап Теудура, последнего короля Дехейбарта (1078—1093). С королями Дехейбарта была связана династия Тюдоров — королей Англии. Фицджеральды являются родственниками королей Англии из династии Тюдоров.
Поэт Генри Говард, граф Суррей, называл Элизабет Фицджеральд, графиню Линкольн (1527—1589) — «прекрасной Джеральдиной».
Основные ветви династии Фицджеральдов:
- Фицджеральды Килдэра — графы Килдэр с 1316 года, маркизы Килдэр, герцоги Лейнстер с 1766 года (пэрство Ирландии). Нынешний представитель рода — Морис Фицджеральд, 9-й герцог Лейнстер
- Фицджеральда Десмонда — бароны Десмонд, затем графы Десмонд.

Родоначальником ирландской династии Фицджеральдов был Морис Фицджеральд, лорд Лланстефан (ок. 1100—1176), который упоминается в рукописи «Expugnatio Hibernica», написанной его племянником Джеральдом Уэльским в 1189 году. Морис Фиц-Джеральд был младшим сыном Джеральда Виндзорского и валлийской принцессы Нест верх Рис из дома Диневур. Лорд Лланстефан и его сын Морис участвовали в англо-нормандском вторжении в Ирландию в 1169 году.
Фицджеральды сыграли важную роль в истории Ирландии. Джеральд Мор, 8-й граф Килдэр (ок. 1456—1513), и его сын, Джеральд Ог, 9-й граф Килдэр (1487—1534), были лордами-депутатами Ирландии. Томас Фицджеральд, 10-й граф Килдэр (ум. 1537), известный как «Шелковый Томас», возглавил неудачный мятеж в Ирландии против королевской власти, в то же время лорд Эдвард Фицджеральд (1763—1798), пятый сын 1-го герцога Лейнстера, был ведущей фигурой в Ирландском восстании 1798 года. В настоящее время резиденцией Палаты представителей Ирландского парламента находится в Ленстер-хаусе, который был построен в 1745—1748 годах Джеймсом Фицджеральдом, 1-м герцогом Лейнстером, как дворец-резиденция герцогов Лейнстер.
Фицджеральды были настолько смешаны с коренными ирландцами, переняли их обычаи и язык, большинство Фицджеральдов не владели никаким другим языком, кроме ирландского. Позднее их часто описывали как «большие ирландцы, чем сами ирландцы». Лучшим примером этого является Джеральд Фицджеральд, 3-й граф Десмонд (1335—1398), который был также известен как «Gearóid Iarla» (граф Джеральд). В 1367 году он был назначен лордом-юстициарием Ирландии. Джеральд Фицджеральд писал стихи на ирландском языке. Самое известное его стихотворение: «Mairg adeir olc ris na mnáibh» — «Не говори плохо при женщинах и детях…»

## Дом Килдэр

### Лорды Оффали
- Джеральд Фиц-Моррис, 1-й лорд Оффали (1150—1204), сын Мориса Фицджеральда
- Морис Фицджеральд, 2-й лорд Оффали (1194—1257), единственный сын предыдущего, лорд-юстициарий Ирландии
- Морис Фицджеральд, 3-й лорд Оффали (1238—1286), второй сын предыдущего, лорд-юстициарий Ирландии

### Графы Килдэр
- Джон Фицджеральд (1250—1316), 1-й граф Килдэр, 4-й лорд Оффали, был награжден за службу графским титулом королем Англии Эдуардом I Длинноногим
- Томас Фицджеральд (ум. 1328), 2-й граф Килдэр, младший сын предыдущего
  - Джон Фицджеральд (1314—1323), старший сын предыдущего, умер в детстве
- Ричард Фицджеральд (1317—1329), 3-й граф Килдэр, второй сын 2-го графа Килдэра, умер неженатым
- Морис Фицджеральд (1318—1390), 4-й граф Килдэр, третий сын 2-го графа Килдэр
- Джеральд Фицджеральд (ум. 1432), 5-й граф Килдэр, старший сын предыдущего. Его сыновья скончались при жизни отца
- Джон Фицджеральд (ум. 1427), де-юре 6-й граф Килдэр, младший сын 4-го графа Килдэра
- Томас Фицджеральд (ум. 1478), 7-й граф Килдэр, сын предыдущего
- Джеральд Фицджеральд (1456—1513), 8-й граф Килдэр, «Великий граф», сын предыдущего
- Джеральд Фицджеральд (1487—1534), 9-й граф Килдэр, «Молодой Джеральд», старший сын предыдущего
- Томас Фицджеральд (1513—1537), 10-й граф Килдэр, «Шелковый Томас», поднял неудачное восстание за независимость Ирландии.
- Джеральд Фицджеральд (1525—1585), 11-й граф Килдэр, «Граф Визард» — алхимик, увлекался черной магией. Младший сводный брат предыдущего
- Генри Фицджеральд (1562—1597), 12-й граф Килдэр, умер без наследников мужского пола
- Уильям Фицджеральд (ок. 1563—1599), 13-й граф Килдэр, третий (младший) сын 11-го графа Килдэра, умер неженатым
- Джеральд Фицджеральд (ум. 1612), 14-й граф Килдэр, старший син Эдварда Фицджеральда и внук 9-го графа Килдэра
- Джеральд Фицджеральд (1611—1620), 15-й граф Килдэр, умер в детстве
- Джордж Фицджеральд (1612—1660), 16-й граф Килдэр, сын Томаса Фицджеральда, младшего брата 14-го графа Килдэра
- Вентворт Фицджеральд (1634—1664), 17-й граф Килдэр, старший сын предыдущего
- Джон Фицджеральд (1661—1707), 18-й граф Килдэр, единственный сын предыдущего
  - Генри Фицджеральд (1683—1684), лорд Оффали, единственный сын 18-го графа Килдэра, умер в младенчестве
- Роберт Фицджеральд (1675—1744), 19-й граф Килдэр, единственный сын Роберта Фицджеральда, младшего сына 16-го графа Килдэра
- Джеймс Фицджеральд (1722—1773), 20-й граф Килдэр, отримав титул маркиза Килдэр в 1761 году
- Летиция Фицджеральд (1580—1658), 1-я баронесса Оффали, единственная дочь Джеральда Фицджеральда (1558—1580), лорда Оффали
- Лорд Эдвард Фицджеральд (1763—1798), ирландский революционер, борец за свободу Ирландии
- Леди Эдвард Фицджеральд, известная как «Памела» (ок. 1773—1831), жена предыдущего.

### Маркизы Килдэр
- Джеймс Фицджеральд (1722—1773), 1-й маркиз Килдэр (с 1761 года), получил титул герцога Лейнстера в 1766 году

### Герцоги Лейнстер
- Джеймс Фицджеральд (1722—1773), 1-й герцог Лейнстер, старший сын 19-го графа Килдэра
- Уильям Фицджеральд (1749—1804), 2-й герцог Лейнстер, второй сын предыдущего
  - Джордж Фитцджеральд (1783—1784), маркиз Килдэр, старший сын 2-го герцога Лейнстера, умер в детстве
- Огастес Фицджеральд (1791—1874), 3-й герцог Лейнстер, второй сын 2-го герцога Лейнстера
- Чарльз Фицджеральд (1819—1887), 4-й герцог Лейнстер, старший сын предыдущего
- Джеральд Фицджеральд (1851—1893), 5-й герцог Лейнстер, старший сын предыдущего
- Морис Фицджеральд (1887—1922), 6-й герцог Лейнстер, старший сын 5-го герцога Лейнстера, умер неженатым
- Эдвард Фицджеральд (1892—1976), 7-й герцог Лейнстер, третий (младший) сын 5-го герцога Лейнстера
- Джеральд Фицджеральд (1914—2004), 8-й герцог Лейнстер, единственный сын предыдущего
- Морис Фицджеральд (род. 1948), 9-й герцог Лейнстер, старший сын 8-го герцога Лейнстера
  - Томас Фицджеральд (1974—1997), граф Оффали, единственный сын предыдущего, погиб в автомобильной катастрофе
  - Наследник титула — лорд Джон Фицджеральд (1952—2015), младший брат 9-го герцога Лейнстера
    - Наследник титула — Эдвард Фицджеральд (род. 1988), единственный сын предыдущего и племянник 9-го герцога Лейнстера.

## Дом Десмонд

### Бароны Десмонд (с1259 года)
- Джон Фиц-Томас Фицджеральд (ум. 1261), 1-й барон Десмонд, сын Томаса Фицмориса Фицджеральда (ок. 1175—1213)
- Томас Фицморис Фицджеральд (ум. 1298), 2-й барон Десмонд, сын Мориса Фицджона Фицджеральда (ум. 1261) и внук предыдущего
- Томас Фицтомас Фицджеральд (1290—1307), 3-й барон Десмонд, старший сын предыдущего
- Морис Фицтомас Фицджеральд (ум. 1356), 4-й барон Десмонд, младший брат предыдущего. В 1329 году получил титул графа Десмонда.

### Графы Десмонд (с1329 года, первая креация)
- Морис Фицджеральд (ум. 1356), 1-й граф Десмонд, второй сын Томаса Фицджеральда, 2-го барона Десмонда
- Морис Фицджеральд (1336—1358), 2-й граф Десмонд, старший сын предыдущего
- Джеральд Фицджеральд (ум. 1398), 3-й граф Десмонд, сводный брат предыдущего
- Джон Фицджеральд (ум. 1399), 4-й граф Десмонд, старший сын предыдущего
- Томас Фицджеральд (ок. 1386—1420), 5-й граф Десмонд, единственный сын предыдущего
- Джеймс Фицджеральд (ум. 1463), 6-й граф Десмонд, третий сын Джеральда Фицджеральда, 3-го графа Десмонда
- Томас Фицджеральд (ум. 1468), 7-й граф Десмонд, старший сын предыдущего
- Джеймс Фицджеральд (1459—1487), 8-й граф Десмонд, старший сын предыдущего
- Морис Фицджеральд (ум. 1520), 9-й граф Десмонд, младший брат предыдущего
- Джеймс Фицджеральд (ум. 1529), 10-й граф Десмонд, второй сын предыдущего
- Томас Фицджеральд (1454—1534), 11-й граф Десмонд, третий сын Томаса Фицджеральда, 7-го графа Десмонда, дядя предыдущего по отцовской линии
- Джон Фицджеральд (ум. 1536), де-факто 12-й граф Десмонд, четвертый сын Томаса Фицджеральда, 7-го графа Десмонда, младший брат предыдущего
- Джеймс Фицджеральд (ум. 1540), де-юре 12-й граф Десмонд, сын Мориса Фицджеральда (ум. 1529) и внук Томаса Фицджеральда, 11-го графа Десмонда
- Джеймс Фицджеральд (ум. 1558), 14-й граф Десмонд, второй сын Джона Фицджеральда, де-факто 12-го графа Десмонда
- Джеральд Фицджеральд (ок. 1533—1583), 15-й граф Десмонд, старший сын предыдущего
- Джеймс Фицтомас Фицджеральд (ум. 1608), 16-й граф Десмонд, старший сын сэра Томаса Руада Фицджеральда (ум. 1595) и внук Джеймса Фицджеральда, 14-го графа Десмонда (ум. 1558). Назначен Хью О’Нилом во время Войны за независимость Ирландии, умер в Лондонском Тауэре в 1607 году.

### Графы Десмонд (с1329 года, вторая креация)
- Джеймс Фицджеральд (1571—1601), 1-й граф Десмонд (1600—1601), сын Джеральда Фицджеральда, 15-го графа Десмонда.

### Лорды Десиз
- Джеральд Мор Фицджеральд (ум. 1486), 1-й лорд Десиз, младший сын Джеймса Фицджеральда, 6-го графа Десмонда
- Джон Фицджеральд (ум. 1533), 2-й лорд Децис, сын предыдущего
- Джеральд Макшейн Фицджеральд (ум. 1553), 3-й лорд Десиз, сын предыдущего
- Морис Фицджеральд (ум. 1572), 4-й лорд Десиз, 1-й виконт Десиз, старший сын предыдущего
- Джеймс Фицджеральд (ум. 1581), 5-й лорд Десиз, младший брат предыдущего
- Джеральд Фицджеральд (ум. 1600), 6-й лорд Десиз, сын предыдущего
- Джеральд Фицджеральд (ум. 1610), 7-й лорд Десиз, сын Джеральда Фицджеральда (ум. 1569), младшего брата 5-го лорда Десиза.

### Фицморисы из Керри
Фицджеральды находятся в родстве с баронами Фицморисами, а затем графами Керри, родственниками Пэтти-Фицморисов, маркизов Лансдаун. Фицморисы ведут своё происхождение от Томаса Фицмориса, 1-го барона Керри, сына Мориса Фицтомаса и племянника Джона Фицджеральда, 1-го барона Керри. Таким образом, они представляют собой боковую ветвь рода Фицджеральдов из Десмонда.

## Наследственные рыцари
Существовало три линии наследственных рыцарей, возникших в семьи Фицджеральдов (линия Десмонд).
- Рыцари Керри (Зеленые рыцари). Первым носителем звания стал сэр Морис Фицджон, 1-й рыцарь Керри (ум. 1346), внебрачный сын Джона Фицджеральда, 1-го барона Десмонда (ум. 1261). Нынешним (24-м) рыцарем Керри с 2001 года является сэр Эдриан Фицджеральд, 6-й баронет из Валентии (род. 1940), президент Ирландской ассоциации Суверенного Военного Мальтийского ордена
- Рыцари Глин (Черные рыцари). Первым носителем титула был сэр Джон Фицджон, 1-й рыцарь Глин, внебрачный сын Джона Фицджеральда, 1-го барона Десмонда. Род прервался в 2011 году после смерти Десмонда Фицджеральда, 29-го рыцаря глин (1937—2011), не имевшего наследников мужского пола.
- Рыцари Фицгиббон (Белые рыцари). Первым белым рыцарем стал Морис Фицгиббон (ум. 1357), сын сэра Гилберта Фицджона, старшего незаконнорожденного сына Джона Фицджеральда, 1-го барона Десмонда. В 1611 году после смерти Мориса Ога Фицгиббона, 12-го белого рыцаря (1608—1611), не оставившего после себя детей, этот род прервался.

## Наследие
Согласно отчету Matheson 1890 года, фамилия Фицджеральд являлась 36-й из наиболее распространенных фамилий в Ирландии.
Фицджеральды (ФицДжеральды) — 692-я из наиболее частых фамилий в Великобритании . Эта фамилия существует в следующих десяти округах, в порядке убывания: Большой Лондон (500), Большой Манчестер (191), Уэст-Мидлендс (176), Ланкашир (130), Кент (118), Эссекс (117), Западный Йоркшир (113), Мерсисайд (108), Хэмпшир (84) и Суррей (76).
Согласно переписи 2000 года, фамилия «Фицджеральд» является 390-й по распространению фамилией в США.
Род Фицджеральдов упоминается в стихотворении «Фицджеральды» Томаса Осборна Дэвиса, главного организатора и поэта движения «Молодая Ирландия». Злополучный роман Томаса Фицджеральда, 5-го графа Десмонда, с Кэтрин Маккормак был героем «Песни Десмонда» ирландского поэта Томаса Мура.
Крест Святого Патрика, изображенный на современном флаге Ирландии, возможно, был взят с герба рода Фицджеральдов.
Эскадренный миноносец USS Fitzgerald (DDG-62) ВМС США был назван в честь лейтенанта Уильяма Чарльза Фицджеральда (1938—1967). Фамильный герб Фицджеральдов (белый щит с красным крестом) является основой для герба USS Fitzgerald.
Множество людей, мест и компаний носят имя Фицджеральд или ФицДжеральд, включая кратер Фицджеральд на противоположной стороне Луны, названный в честь физика Джорджа Фицджеральда (1851—1901).